# Doha Diamond League 2011
Il Doha Diamond League 2011 è stato la 13ª edizione dell'annuale meeting di atletica leggera che ha avuto luogo presso il Qatar SC Stadium di Doha, dalle ore 18:15 alle 20:45 UTC+3 del 6 maggio 2011. Il meeting è stato anche la tappa inaugurale del circuito IAAF Diamond League 2011.

## Programma
Il meeting ha visto lo svolgimento di 17 specialità, 11 maschili e 6 femminili e, di queste, 10 maschili e 6 femminili erano valide per la Diamond League.
| #  | Orario | Specialità             |
| -- | ------ | ---------------------- |
| 1  | 18:15  | Salto con l'asta       |
| 2  | 18:20  | Lancio del disco       |
| 3  | 18:30  | Getto del peso         |
| 4  | 19:03  | 400 m hs               |
| 5  | 19:07  | Salto in alto          |
| 6  | 19:35  | 800 m                  |
| 7  | 19:46  | Salto triplo           |
| 8  | 19:49  | Lancio del giavellotto |
| 9  | 19:55  | 200 m                  |
| 10 | 20:20  | 1500 m                 |
| 11 | 20:40  | 3000 m                 |

| # | Orario | Specialità     |
| - | ------ | -------------- |
| 1 | 18:25  | Salto in lungo |
| 2 | 19:13  | 400 m          |
| 3 | 19:25  | 100 m hs       |
| 4 | 19:43  | 1500 m         |
| 5 | 20:05  | 3000 m siepi   |
| 6 | 20:30  | 200 m          |

     Specialità valide per la Diamond League

## Risultati
Di seguito i primi tre classificati di ogni specialità.

### Uomini
| Specialità             |                 | Prestazione | 2º classificato     | Prestazione | 3º classificato      | Prestazione |
| 200 m                  | Walter Dix      | 20.06       | Femi Ogunode        | 20.30       | Jaysuma Saidy Ndure  | 20.55       |
| 800 m                  | Asbel Kiprop    | 1'44.74     | Michael Rimmer      | 1'45.12     | Alfred Kirwa Yego    | 1'45.17     |
| 1500 m                 | Nixon Chepseba  | 3'31.84     | Silas Kiplagat      | 3'32.15     | Mekonnen Gebremedhin | 3'32.28     |
| 3000 m                 | Yanew Alamirew  | 7'27.26     | Edwin Cheruiyot Soi | 7'27.55     | Eliud Kipchoge       | 7'27.66     |
| 400 m hs               | L.J. van Zyl    | 48.11       | Cornel Fredericks   | 48.43       | Bershawn Jackson     | 48.44       |
| Salto triplo           | Teddy Tamgho    | 17.49 m     | Leevan Sands        | 17.09 m     | Alexis Copello       | 17.05 m     |
| Salto in alto          | Jesse Williams  | 2.33 m      | Kyriakos Iōannou    | 2.33 m      | Moataz Barsham       | 2.31 m      |
| Salto con l'asta       | Malte Mohr      | 5.81 m      | Maksym Mazuryk      | 5.70 m      | Lázaro Borges        | 5.60 m =    |
| Getto del peso         | Dylan Armstrong | 21.38 m     | Reese Hoffa         | 21.27 m     | Ryan Whiting         | 21.23 m     |
| Lancio del disco       | Gerd Kanter     | 67.49 m     | Virgilijus Alekna   | 65.92 m     | Yennifer Casañas     | 64.22 m     |
| Lancio del giavellotto | Petr Frydrych   | 85.32 m     | Robert Oosthuizen   | 84.38 m     | Tero Pitkämäki       | 83.91 m     |

     Atleti al primo posto nella classifica di specialità.
     Prestazione che stabilisce il nuovo record del meeting.

### Donne
| Specialità     |                      | Prestazione | 2ª classificata       | Prestazione | 3ª classificata    | Prestazione |
| 200 m          | Lashauntea Moore     | 22.83       | Charonda Williams     | 22.95       | Patricia Hall      | 23.16       |
| 400 m          | Allyson Felix        | 50.33       | Amantle Montsho       | 50.41       | Patricia Hall      | 51.74       |
| 1500 m         | Hanna Miščenko       | 4'03.00     | Irene Jelagat         | 4'04.89     | Siham Hilali       | 4'05.18     |
| 100 m hs       | Kellie Wells         | 12.58       | Danielle Carruthers   | 12.64       | Lolo Jones         | 12.67       |
| 3000 m siepi   | Milcah Chemos Cheywa | 9'16.44     | Mercy Wanjiku Njoroge | 9'16.94     | Lydia Jebet Rotich | 9'19.20     |
| Salto in lungo | Funmi Jimoh          | 6.88 m      | Maurren Maggi         | 6.87 m      | Anna Nazarova      | 6.77 m      |

     Atlete al primo posto nella classifica di specialità.
     Prestazione che stabilisce il nuovo record del meeting.